# Friedrich Tegtmeyer
Friedrich Tegtmeyer (geboren 1893 in Hameln; gestorben nach 1954) war ein deutscher Beamter und ernannter Bürgermeister der Stadt Wunstorf.

## Leben
Friedrich Tegtmeyer leitete zur Zeit des Nationalsozialismus das Wohlfahrtsamt des Kreises Neustadt.
In der frühen Nachkriegszeit wurde er Anfang Juni 1945 von den Britischen Militärbehörden zum Bürgermeister der Stadt Wunstorf ernannt. Dieses Amt bekleidete er jedoch nur übergangsweise, bis die Briten im Dezember 1945 einen neuen Rat ernannte.
Von 1946 bis 1954 war Tegtmeyer dann Wunstorfer Stadtdirektor, allerdings war er ab 1948 aufgrund eines Rechtsstreits mit der Stadt beurlaubt.

## Schriften
- Die praktische Tätigkeit des Amtsvormundes, Einzelvormundes, Beistandes und Pflegers. Nach der Praxis, Hannover: Theodor Schulzes Buchhandlung, 1926; Inhaltsverzeichnis
- Verzeichnis der deutschen Jugendämter. In Verbindung mit dem Archiv Deutscher Berussvormünder bearbeitet von F. Tegtmeyer (= Flugschriften des Archivs deutscher Berussvormünder, Heft 7.8), Frankfurt am Main, [Hannover]: [Druck:] [Arthur Laschke]
  - Teil 1: Preußen, 1927
  - Teil 2: Länder außer Preußen, 1928